# Cassican à tête noire
Cracticus cassicus
Espèce
Statut de conservation UICN

 LC  : Préoccupation mineure
Le Cassican à tête noire (Cracticus cassicus)  est une espèce de passereaux de la famille des Artamidae. On le trouve en Indonésie et en Papouasie-Nouvelle-Guinée. Son habitat naturel est les forêts humides de plaine tropicales ou subtropicales.

## Taxonomie
Le Cassican à tête noire a été décrit pour la première fois par le naturaliste hollandais Pieter Boddaert en 1783. Son nom d'espèce, cassicus dérive du latin «qui porte un casque» ou «capot». Il est l'un des six (ou sept) membres du genre connu sous le nom de Cracticus.

## Sous-espèces
Il en existe deux sous-espèces reconnues:
- Cracticus cassicus cassicus vit sur le continent de Nouvelle-Guinée et des îles à l'ouest, ainsi que sur les îles Kairiru, Mushu et Basilaki,
- Cracticus cassicus hercules se trouve sur l'archipel d'Entrecasteaux et les îles Trobriand[1].

Un nom local en Ketengban est moro-moro

## Description
Il mesure de 32 à 35 cm de longueur, le mâle et la femelle sont semblables en apparence. Le plumage est principalement noir et blanc, l'oiseau ayant une tête, la nuque et de la gorge noires, le ventre, la croupe, et l'arrière noir, et le dos noir et blanc. La queue est noire, avec une large pointe blanche. Le bec robuste, gris-bleu pâle est crochu avec l'extrémité noire. L'iris est noir ou brun foncé et les pattes sont gris foncé ou noires. Il se distingue du Cassican à dos noir par sa gorge noire.
Le Cassican à tête noire a un chant complexe, composé de multiples éléments. Les oiseaux peuvent chanter en duo ou imiter d'autres espèces telles que le Pitohui rouilleux, le Pitohui châtain, le Drongo pailleté ou le Polochion casqué.

## Distribution et habitat
En Nouvelle-Guinée et sur les îles environnantes, le Cassican à tête noire vit principalement dans les zones boisées de basse altitude inférieures à 650 m, exceptionnellement 1 450 m. Il est relativement fréquent et on peut également le trouver à proximité des habitations dans les bosquets de cocotiers.

## Comportement
Il est carnivore. Les oiseaux vivent par deux ou en petits groupes familiaux.

## Reproduction
Il peut se reproduire à n'importe quel moment de l'année. Le nid, situé sur une branche de 8,5 à 25 m au-dessus du sol, est une coupe de brindilles et de bâtons. La femelle y pond deux ou trois œufs brun-olive ou verts, marbrés de brun sombre et mesurant environ 34mmx25mm.